# 日本サイクルレーシングクラブ協会
一般社団法人 日本サイクルレーシングクラブ協会（にほんサイクルレーシングクラブきょうかい、略称:JCRC）は、かつて日本国内における自転車ロードレースの環境整備とサイクルレーシングを統括した業界団体である。

2021年11月22日に解散が発表された。

## 概況
1980年、スポーツ競技としての自転車の普及を目指し、日本自転車競技連盟の指導のもと、自転車競技の愛好者有志が結束して誕生した組織。2004年4月よりNPO法人となる。2012年2月より一般社団法人として再出発した。
自転車ロード競技者の市民の為に、脚力、性別、年齢別に10のクラスを設け、年間10戦近くのロードシリーズ戦を行っている。一戦でも参加し完走した選手には成績によりクラスを認定し、JCRC参加選手として個人IDを発行する。